# Pinnixa scamit
Pinnixa scamit is een krabbensoort uit de familie van de Pinnotheridae. De wetenschappelijke naam van de soort is voor het eerst geldig gepubliceerd in 1994 door Martin & Zmarzly.